# 차정민
차정민(1982년 11월 23일 ~ )은 전 KIA 타이거즈 소속 야구 선수이다. 2000년 (부산상고 3학년 시절) 화랑대기 전국고교야구대회 우승을 이끈 후 2001년 해태 타이거즈의 지명을 받았으나 대학 진학을 선택했고 이후 2005년 해태 타이거즈의 뒤를 이은 KIA 타이거즈에 입단했다. 주로 중간계투로 등판했으며, 프로 첫 해인 2005년 30경기 4승 1패 3홀드 ERA 3.50으로 커리어하이를 기록했다. 2012 시즌 이후 방출되었다.

## 출신 학교
- 명선초등학교
- 부산중학교
- 부산상업고등학교
- 동아대학교

## 등번호
- 63 (2007, 2011)
- 38 (2010)
- 17 (2011~2012)

## 같이 보기
- 2005년 KIA 타이거즈 시즌
- 2006년 KIA 타이거즈 시즌
- 2007년 KIA 타이거즈 시즌
- 2010년 KIA 타이거즈 시즌
- 2011년 KIA 타이거즈 시즌